# Джеральд Даррелл
Дже́ральд Ма́лкольм Да́ррелл (англ. Gerald Durrell; 7 січня 1925 — 30 січня 1995) — британський зоолог, засновник Джерсійського тресту збереження диких тварин, письменник-анімаліст, молодший брат Лоренса Даррелла.

## Біографія

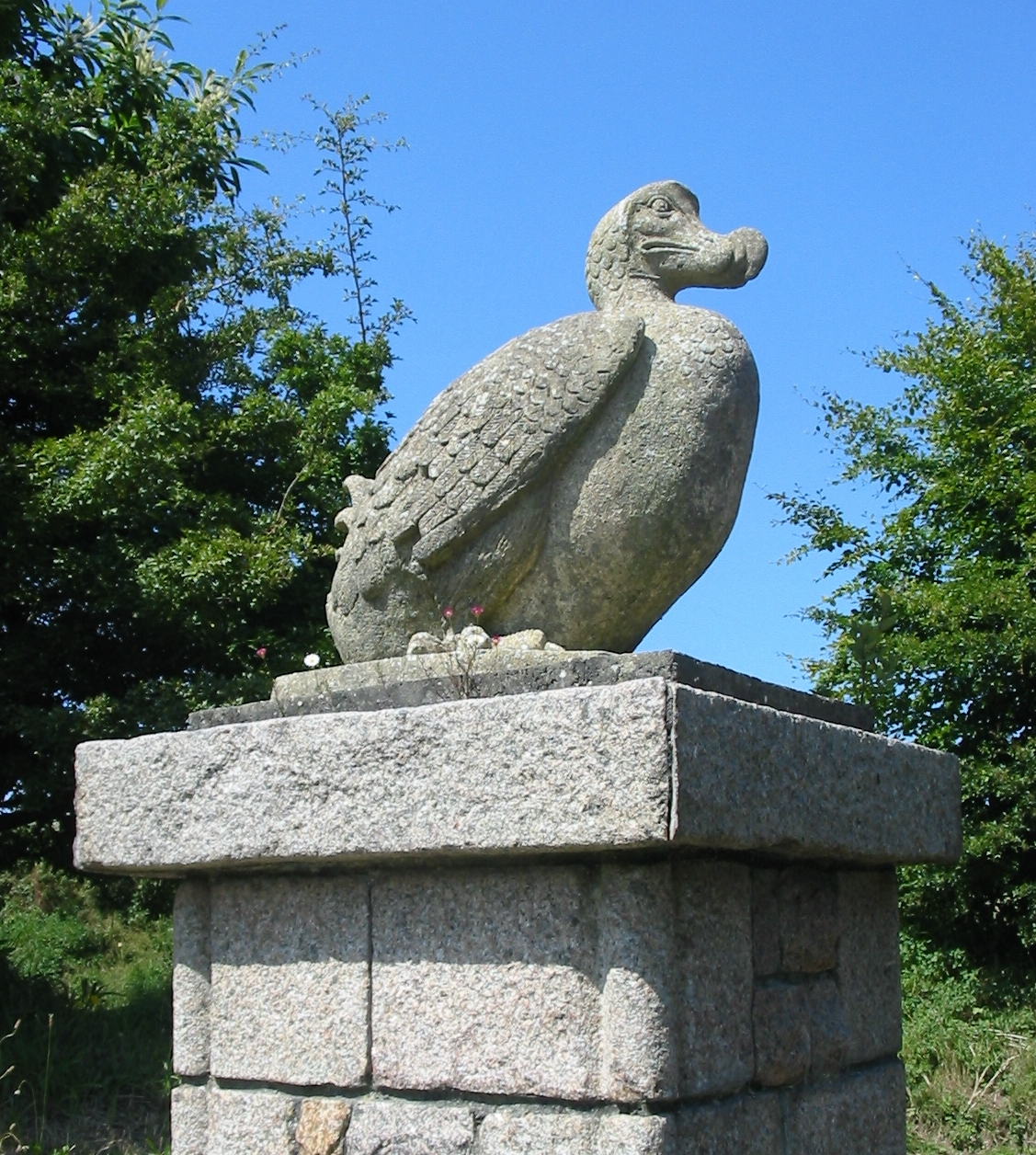
Статуя Додо охороняє вхід до Джерсійського зоопарку

Джеральд Даррелл народився в 1925 році в індійському місті Джамшедпур. За свідченням родичів, вже в дворічному віці Джеральд захворів на «зооманію», а його мати навіть стверджувала, що його першим словом було не «мама», а «zoo» (зоопарк).
У 1928 році після смерті батька сім'я переїхала до Великої Британії, а п'ять років потому — на запрошення старшого брата Джеральда Лоуренса Даррелла — на грецький острів Корфу. Серед перших домашніх вчителів Джеральда Даррелла було мало справжніх педагогів. Єдиним винятком був натураліст Теодор Стефанідес (1896—1983). Саме від нього Джеральд отримав перші пізнання із зоології. Стефанідес не раз з'являвся на сторінках найвідомішої книги Джеральда Даррелла — роману «Моя родина та інші звірі». Йому присвячена й книга «Натураліст-аматор» (1968).
У 1939 році (після початку Другої світової війни) Джеральд з родиною повернувся назад у Велику Британію і влаштувався на роботу в один з лондонських зоомагазинів. Але справжнім початком кар'єри Даррелла-дослідника стала робота в зоопарку Уіпснейд в Бедфордшірі. Сюди Джеральд влаштувався відразу після війни на посаду «хлопчика на побігеньках». Саме тут він отримав першу професійну підготовку і почав збирати «досьє», що містило відомості про рідкісні та зникаючі види тварин, ще за 20 років до появи Міжнародної Червоної Книги.
У 1947 році Джеральд Даррелл організував дві експедиції — в Камерун і Гаяну. Прибутку ці експедиції не принесли, і на початку 50-х років Джеральд виявився без роботи. Жоден зоопарк Австралії, США та Канади не зміг запропонувати йому посаду. У цей час Лоуренс Даррелл, старший брат Джеральда, порадив йому взятися за перо, тим більше, що «англійці обожнюють книги про тварин».

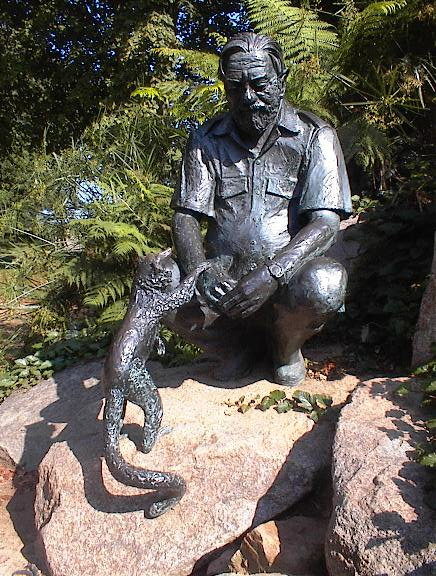
Пам'ятник Джеральду Дарреллу в зоопарку Джерсі

Перше оповідання Джеральда — «Полювання на волохату жабу» — мало несподіваний успіх, автора навіть запросили виступити по радіо. Його перша книга — «Перевантажений ковчег» (англ. The Overloaded Ark, 1952) була присвячена подорожі в Камерун і викликала схвальні відгуки як читачів, так і критиків. Автор був помічений великими видавцями, а гонорар за «Перевантажений ковчег» і другу книгу Джеральда Даррелла — «Три квитки до Пригоди» (англ. Three Tickets To Adventure, 1953) дозволив йому організувати в 1954 році експедицію в Південну Америку. Однак в Парагваї тоді стався військовий переворот, і майже всю живу колекцію довелося кинути. Свої враження про цю поїздку Даррелл описав у наступній книзі — «Під завісою п'яного лісу» (англ. The Drunken Forest, 1955). Тоді ж на запрошення Лоуренса Джеральд Даррелл відпочивав на Корфу. Знайомі місця викликали масу дитячих спогадів — так з'явилася знаменита «грецька» трилогія: «Моя родина та інші звірі» (англ. My Family and Other Animals, 1955), «Птахи, звірі і родичі» (1969) та «Сад богів» (англ. The Gardens of The Gods, 1978). Перша книга трилогії мала шалений успіх. Тільки у Великій Британії «Моя родина та інші звірі» перевидавалась 30 разів, у США — 20 разів.
Всього Джеральд Даррелл написав понад 30 книг (майже всі вони перекладені на десятки мов) і зняв 35 фільмів. Дебютний чотирьохсерійний телефільм «У Бафут за яловичиною», що вийшов у 1958 році, був дуже популярний у Великій Британії. Через тридцять років Дарреллу вдалося провести знімання в СРСР, при активній участі і допомозі радянської сторони. Результатом став тринадцятисерійний фільм «Даррелл в Росії» (також демонструвався по першому каналу радянського телебачення в 1988 році) і книга «Даррелл в Росії» (англ. «Durrell in Russia»). У СРСР Даррелла друкували неодноразово і великими накладами.
У 1959 році Даррелл створив на острові Джерсі зоопарк, а в 1963 році на базі зоопарку був організований Джерсійський трест збереження диких тварин. Основна ідея Даррелла полягала в розведенні рідкісних тварин в умовах зоопарку і подальшому розселенні їх в місця природного існування. У 21-му столітті ця ідея стала загальноприйнятою науковою концепцією. Якби не Джерсійський трест, багато видів тварин збереглися б тільки у вигляді опудал у музеях. Завдяки Фонду від повного зникнення були врятовані рожевий голуб, маврикійський боривітер, мавпи — левовий тамарин золотий та мармозетка, австралійська жаба корроборі, промениста черепаха з Мадагаскару і багато інших видів.
Джеральд Даррелл помер 30 січня 1995 р. після невдалої операції на печінці на 71 році життя.

## Основні твори
- 1952–1953 — «Перевантажений ковчег» (The Overloaded Ark)
- 1953 — «Три квитки до Пригоди» (Three Singles To Adventure)
- 1953 — «Гончаки Бафута» (The Bafut Beagles)
- 1955 — «Моя родина та інші звірі» (My Family and Other Animals)
- 1955 — «Під наметом п'яного лісу» (The Drunken Forest)
- 1955 — «Новий Ной» (The new Noah)
- 1960 — «Зоопарк у моєму багажі» (A Zoo in My Luggage)
- 1961 — «Зоопарки» (Look At Zoos)
- 1962 — «Земля шарудінь» (The Whispering Land)
- 1964 — «Маєток-звіринець» (Menagerie Manor)
- 1966 — «Шлях кенгуреняти» / «Двоє в Буші» (Two in The Bush)
- 1968 — «Викрадачі ослів» (The Donkey Rustlers)
- 1969 — «Птахи, звірі і родичі» (Birds, Beasts And Relatives)
- 1971 — «Філе з палтуса» (Fillet of Plaice)
- 1972 — «Спіймай мені колобуса» (Catch Me A Colobus)
- 1973 — «Звірі в моєму житті» (Beasts In My Belfry)
- 1974 — «Балакучий згорток» (The Talking Parcel)
- 1976 — «Ковчег на острові» (The Stationary Ark)
- 1977 — «Золоті крилани та рожеві голуби» (Golden Bats and Pink Pigeons)
- 1978 — «Сад богів» (The Garden of the Gods)
- 1979 — «Пікнік та інші неподобства» (The Picnic and Suchlike Pandemonium)
- 1981 — «Пересмішник» (The mockery bird)
- 1984 — «Натураліст на мушці» (How to Shoot an Amateur Naturalist)
- 1990 — «Ювілей ковчегу» (The Ark's Anniversary)
- 1992 — «Ай-ай і я» (The Aye-aye and I)

## Тварини, названі на честь Джеральда Даррелла
- Clarkeia durrelli : вимерлий верхньосилурійський брахіопод, що належить до Atrypida, відкритий у 1982 році у (однак немає точної вказівки, що він названий саме на честь Дж. Даррелла)
- Nactus serpeninsula durrelli : підвид нічного зміїного гекона з острова Круглий (Маврикій).
- Ceylonthelphusa durrelli : прісноводний краб з Шрі-Ланки.
- Benthophilus durrelli : риба родини Gobiidae.
- Kotchevnik durrelli : міль, надродина Cossoidea, ареал існування — Росія.

## Переклади українською
- Джеральд Даррелл. Моя сім'я та інші звірі. — К.: Веселка, 1989. Переклад Людмили Гончар;
  - (передрук) Моя сім'я та інші звірі. [пер. з англ. Л. Гончар ; іл. Т. Капустіної]. — Тернопіль : Гавчальна книга — Богдан, 2010 — 238 с. — ISBN 978-966-10-1243-0
- Джеральд Даррелл. Балакучий згорток. — К.: Зелений пес, 2008. Переклала Наталія Трохим («Для тих, хто не любить читати»). ISBN 978-966-2938-78-4
- Джеральд Даррелл. Гончаки Бафуту. Переклад з англійської: О. Лесько. Харків: КСД, 2017. — 208 с. ISBN 978-617-12-2450-6
- Джеральд Даррелл. Птахи, звірі та родичі. [пер. з англ. Ю. Красиленко ; іл. М. Рудська]. — Тернопіль : Гавчальна книга — Богдан, 2019. — 320 с. — ISBN 978-966-10-5624-3